# Haupia

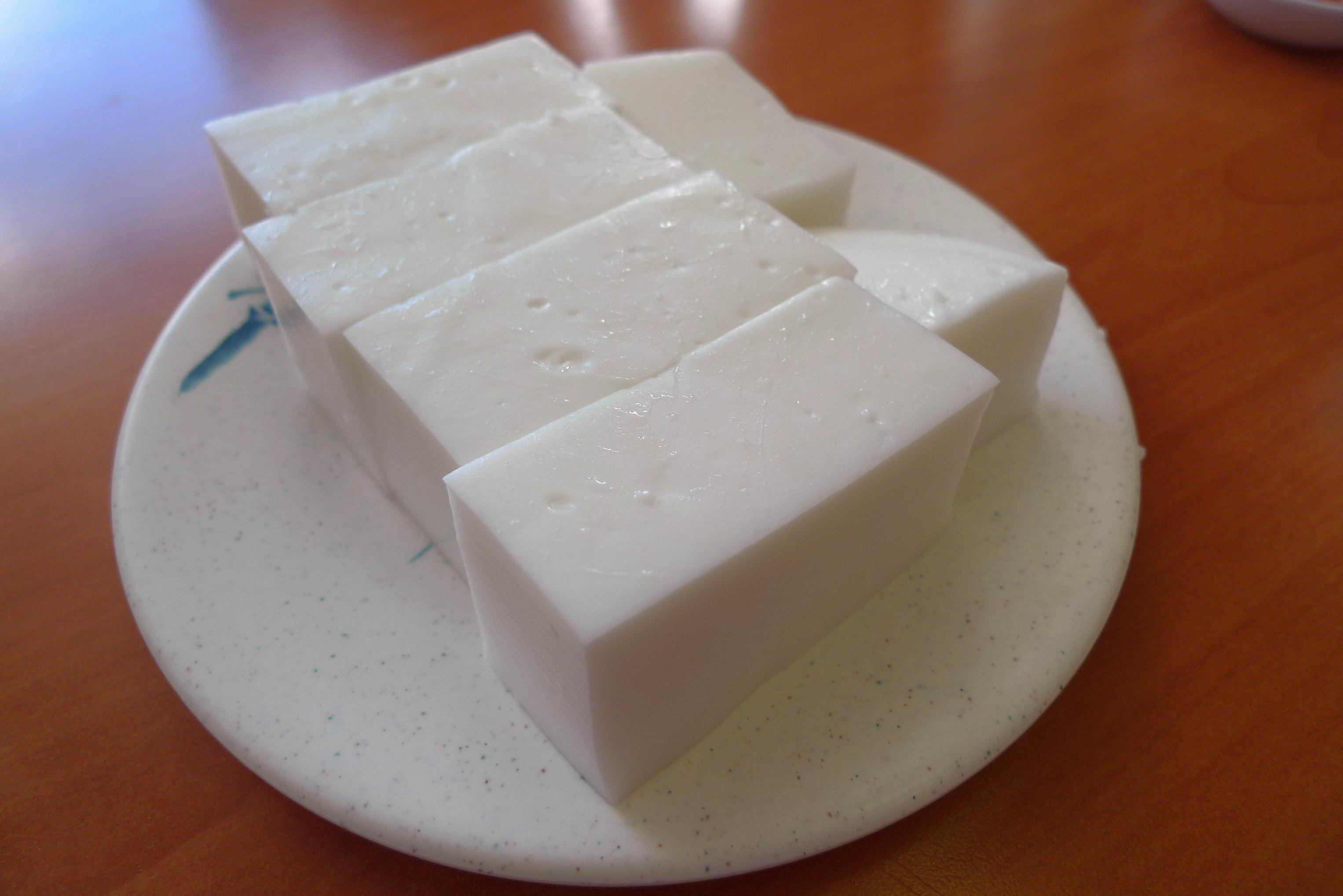
Haupia

Haupia – hawajski deser na bazie mleka kokosowego  często wchodzący w skład posiłku lūʻau i innych lokalnych zgromadzeń na Hawajach. Od drugiej wojny światowej, stał się popularny jako masa do białego ciasta, podawanego zwłaszcza na ślubach. Chociaż technicznie jest to budyń, konsystencja jest ściśle zbliżona do galaretki i jest on zazwyczaj podawany w blokach takich jak żelatynowe desery.

## Historia
Tradycyjna hawajska receptura haupii wymaga mieszania ogrzewanego mleka kokosowego ze skrobią tacca (pochodzącą z rośliny Tacca leontopetaloides), aż masa zgęstnieje. Ze względu na brak dostępności skrobi tacca, niektóre współczesne przepisy jako substytut wymieniają skrobię kukurydzianą.
Haupia jest bardzo podobna do włoskiego deseru panna cotta lub francuskiego blancmange.
W typowej nowoczesnej recepturze, rozcieńczone mleko kokosowe, cukier i sól miesza się ze skrobią tacca lub skrobią kukurydzianą i podgrzewane aż zgęstnieje i będzie mieć gładką konsystencję. Następnie masę wlewa się do prostokątnej formy i schładza jak galaretkę. Tradycyjnie kroi się w małe bloki i podaje na kwadratach liści kordyliny krzewiastej.
Niektóre przepisy na desery kokosowe rzeczywiście wymagają żelatyny zamiast skrobi kukurydzianej, ale błędem jest nazywanie ich haupia. Wiele lokalnych słodyczy, które zawierają kokosy lub aromat kokosowy są reklamowane jako haupia. Obecnie McDonald's na całych Hawajach sprzedaje „ciastka haupia” podobne do swoich bardziej znanych ciastek jabłkowych.